# Johann Nepomuk von Fuchs
Johann Nepomuk von Fuchs (født 15. maj 1774 i Mattenzell i Bayern, død 5. marts 1856 i München) var en tysk kemiker og mineralog.
Fra 1805 var han privatdocent, fra 1807 ordentlig professor i mineralogi og kemi i Landshut i Bayern; 1823 blev han konservator ved de mineralogiske samlinger i München, 1826 professor i mineralogi sammesteds, idet universitetet flyttedes fra Landshut til München. I 1852 trak han sig tilbage fra embedet og blev adlet 2 år senere. Han opfandt 1823 vandglas og gav anvisning på dette stofs anvendelse, blandt andet til holdbare vægmalerier (stereokromi); også hans undersøgelser over cement var af betydning i teknisk henseende. Han skrev blandt andet: Ueber den gegenseitigen Einfluss der Chemie und Mineralogie (1824), Ueber die Theorien der Erde, den Amorphismus fester Körper (1844), Naturgeschichte des Mineralreichs (1842) som 3. bind af Johann Andreas Wagners Handbuch der Naturgeschichte, Bereitung, Eigenschaften und Nutzanwendung des Wasserglases (1857). Cajetan Georg von Kaiser udgav 1856 hans samlede skrifter.